# 黄觉经
黄觉经，元朝建昌（今江西永修县西北艾城）人。
黄觉经五岁时，因灾乱与母亲失散。长大后，对天发誓诵读佛书，希望找到母亲所在的地方。于是渡长江涉淮河，通过行乞往前走，冲冒风雪，备历艰苦，来到汝州梁县春店，找到母亲回到家中。